# Сражение под Любартовом
Сражение под Любартовом (польск. Bitwa pod Lubartowem) — одно из сражений в ходе Польского восстания 1830—1831 годов, которое произошло 28 апреля (10 мая) 1831 года близ населённого пункта Любартов (Любартув), между польским отрядом под началом генерала Войцеха Хржановского и русским корпусом под командованием генерала Киприана Антоновича Крейца.

## Перед сражением
В середине апреля 1831 года главные силы русской армии генерала Ивана Ивановича Дибича-Забалканского отошли за Костржин и расположились около Сухи и Копце. Поляки, не ввязываясь в бой, остановились около Калушина. Отдельный польский отряд (8500 человек Хржановского) должен был, отвлекая внимание Дибича от Нижней Вислы, дать возможность отряду Юзефа Дверницкого пробиться на Волынь.
Не зная, что Дверницкий был вынужден перейти на австрийскую территорию, где и был обезоружен, Хржановский 24 апреля (6 мая) 1831 года выступил из Ендржеева и направился к Желехову. Генерал Крейц, действовавший со своим корпусом в Люблинском воеводстве, получив сведения о передвижении противника, собрал к 26 апреля (8 мая) 1831 года свои войска около Гарбова и на другой день двинулся в направлении на Камионку, куда еще накануне подошел высланный из главных русских сил отряд генерал-майора Карпа Карповича Фези (2.200 человек).
Поляки, занявшие накануне Коцк, продвинулись в этот день до Фирлея, выслав 4 батальона, 2 эскадрона и 4 пушки, под началом Джероламо Ромарино, к Фирлейскому лесу, между дорогой из Любартова и Камионкой. Генерал Фези, получив приказание Крейца произвести разведку в направлении на Коцк, двинулся со своим отрядом через Фирлейский лес, был окружен превосходящими силами врага и лишь с потерей около 500 солдат мог пробиться к Камионке, где и соединился с подошедшим уже сюда корпусом Крейца.
В ночь на 28 апреля (10 мая) 1831 года русские расположились на ночлег у Козловки, а поляки у Любартова, при чём последними не было принято никаких мер охранения. Вследствие этого, русским разведчикам удалось скрытно подойти к биваку и определить силы противника. Крейц составил план атаки на следующее утро: предполагалось обойти Хржановского с правого фланга для чего назначалась Литовская грен. бригада генерала Муравьёва, направляемая на Новы-Двор. Генерал-майор Алексей Петрович Толстой еще ночью был направлен с 12 эскадронами и 2 казачьими полками к деревне Немце, на дороге из Люблина в Любартов. Граф А. П. Толстой должен был, как только начнется бой, уничтожить мост у Сырников через реку Вепрж и идти по большой дороге на Любартов, отрезая, таким образом, польской армии путь отступления. Наконец, в резерве был оставлен с 12 эскадронами генерал Пашков.

## Ход сражения
Рано утром 28 апреля (10 мая) 1831 года на бивак прибыл ночевавший в Любартове Хржановский. Приказав немедленно выставить сторожевые посты, он отправился на окружающие возвышенности и здесь неожиданно наткнулся на один из высланных русскими разъездов. Увидев при этом на весьма близком расстоянии наступающий отряд Крейца, Хржановский поскакал на бивак, по тревоге поднял людей и, захватив с собой два наскоро собравшихся эскадрона, бросился обратно на высоты, чтобы предупредить атаку русских. Это спасло поляков: заметив польских кавалеристов, Крейц приостановил наступление и, открыв артиллерийский огонь, начал перестраиваться в боевой порядок.

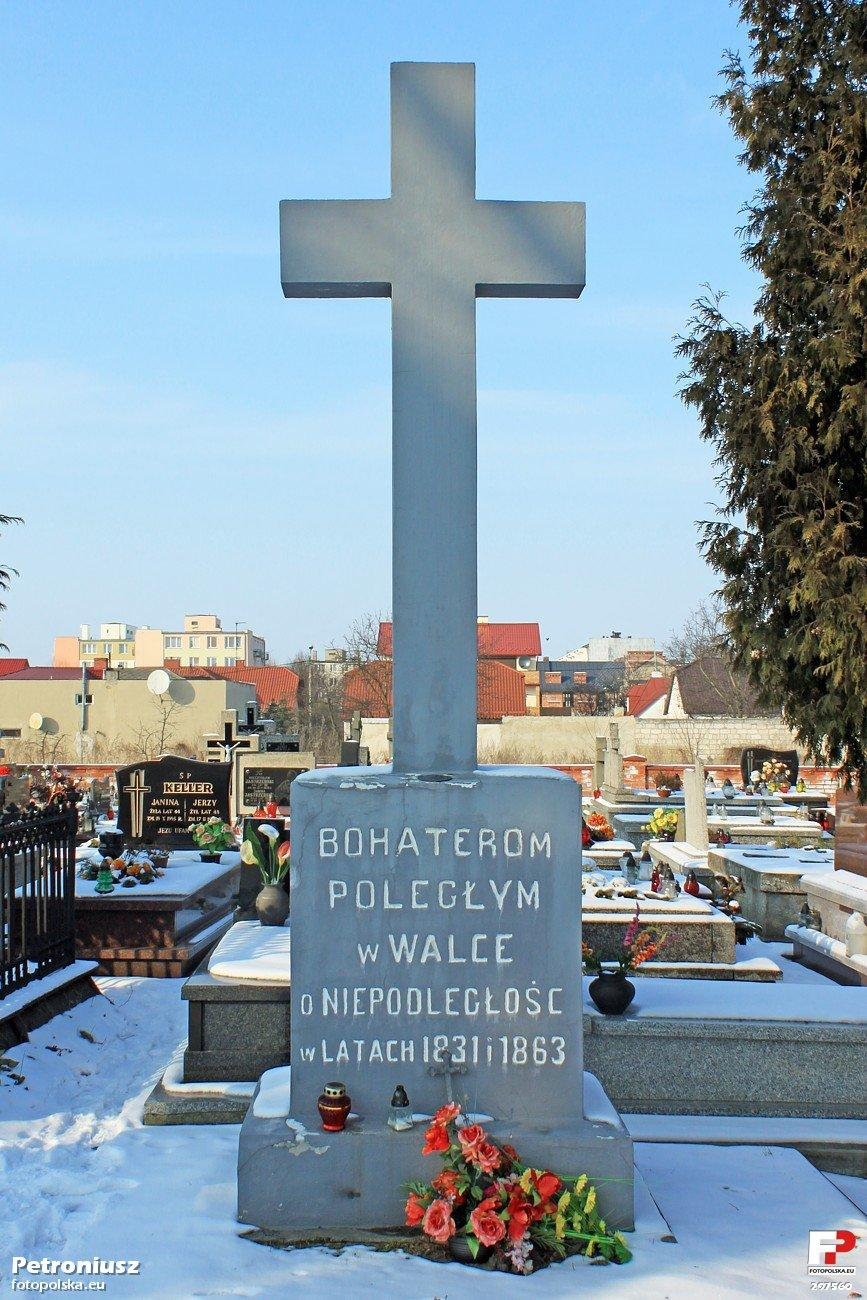
Кладбище в Любартуве. Памятник полякам погибшим в борьбе за независимость родины в 1831 и 1863 гг.

Пользуясь этим, Хржановский, под прикрытием огня артиллерии и локальных атак польской конницы, успел развернуться фронтом к противнику, примкнув теперь свой правый фланг к Любартову. Не надеясь на успех, он начал вслед за тем отходить с частью пехоты, кавалерией, артиллерией и обозами на Люблинскую дорогу; остальная же пехота заняла сам город. 
Крейц, зная, что на Люблинской дороге находится отряд Толстого, приказал Фези атаковать противника с правого фланга, чтобы отрезать его от пути на Коцк. Одновременно вправо от города были выдвинуты Несвижский карабинерский полк, 4 артиллерийских орудия и 4 эскадрона, чтобы не дать возможности полякам, занимавшим город, присоединиться к главным силам Хржановского, для непосредственного преследования которых направился с 12 эскадронами резерва сам генерал Крейц. 
Между тем, генерал Толстой, вопреки отданному ему приказанию, не только не разрушил мост через Вепрж (Вепш) у Сырников, но и долгое время не решался начать движение к Любартову на выстрелы. Этим бездействием Толстого довольно искусно воспользовался Хржановский, который, получив сведения, что Люблинская дорога занята большим русским отрядом, решил повернуть налево к Ленчну и, переправившись через Вепрж, прикрыть им свое отступление. Хржановский тем временем успел достичь Сырников, переправился здесь через Вепрж и, разрушив мост, продолжал дальнейший отход на Ленчну и Замостье. Только тогда Толстой выдвинулся к Любартову, но, подошел к полю брани когда Хржановский был уже в безопасности. 
Пока продолжались эти действия на Люблинской дороге, Фези атаковал Любартов и после упорного боя овладел городом, захватив в плен большую часть польской пехоты; остальным удалось переправиться через Вепрж и присоединиться впоследствии к Хржановскому. Между тем, Крейц, убедившись в обмане Толстого, бросился вслед за врагом и дошел с кавалерией до Лончны, откуда далее уже преследование было поручено графу Толстому. 
В бою у Любартова поляки потеряли около 300 человек пленными и до 500 солдат и офицеров убитыми; потери Русской императорской армии составили до трёхсот военнослужащих.